# Filippo Mazzola
Pour les articles homonymes, voir Mazzola (homonymie).
Filippo Mazzola dit Dell'erbetta (Parme, 1460 – 1505) est un peintre italien de la haute Renaissance qui a été actif entre sa ville natale et Plaisance. Il est le père de Francesco Maria Mazzola, plus connu sous le nom de  Parmigianino.

## Biographie
Les Mazzola, sont originaires de Pontremoli, et ils s'étaient établis à Parme dès 1305. Les frères de Filippo, Pier Ilario et Michele sont « Vieux et peintres de peu de renom » d'après Vasari, de modestes artistes, répétant une peinture provinciale d'origine ferraroise. À la mort de Filippo, ce sont eux  qui prirent soin de son fils Francesco Maria (Parmigianino). Il suivit également les enseignements du Crémonais Francesco Tacconi.
Filippo Mazzola a voyagé à Venise pour étudier les œuvres de Antonello da Messina, Giovanni Bellini et Alvise Vivarini.
Son œuvre la plus majestueuse est le polyptyque de la Collégiale de Cortemaggiore composé de huit panneaux et de quatre tondi.
Réalisé en  1499 à l'occasion de l'inauguration de la Collégiale,   le polyptyque fut démembré (smembrato) en 1880  au cours des travaux de rénovation de l'édifice.
Les panneaux furent séparés de leur encadrement  et dispersés. Il a fallu attendre 2003  pour le reconstruire malgré deux panneaux manquants : un Saint Christophe, conservé au musée national de Budapest, et un Sauveur qui n'a pas été retrouvé.

## Œuvres
- Polyptyque conservé dans l'église Santa Maria delle Grazie,  Cortemaggiore,
- Vierge et saints (1491), galerie nationale, Parme,
- Résurrection du Christ (1497), musée de Strasbourg,
- Conversion de saint Paul (1504), galerie nationale, Parme,
- Vierge à l'Enfant, Birmingham Museums & Art Gallery,
- Saint Christophe,
- Salvador mundi,
- Christ à la colonne, Galerie Strossmayer des Maîtres Anciens, Zagreb[1],
- Plusieurs portraits en buste : pinacothèque de Brera ; musée Thyssen-Bornemisza, Madrid ; Musée d'Art Lowe, Coral Gables (Floride)